# Maximilian Baillet von Latour
Karl Anton Maximilian Joseph Graf Baillet von Latour (frz. Comte de Baillet et de la Tour) (* 14. Dezember 1737 auf Schloss Latour bei Virton; † 22. Juli 1806 in Wien) war k. k. Geheimer Rat, Kämmerer, und General der Kavallerie. Zuletzt war er Hofkriegsratspräsident.

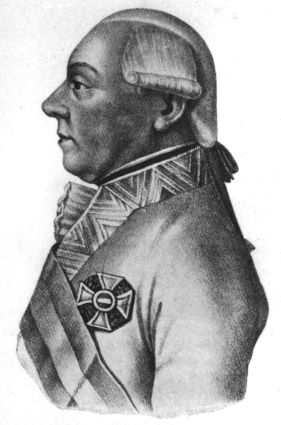
Maximilian Graf Baillet von Latour

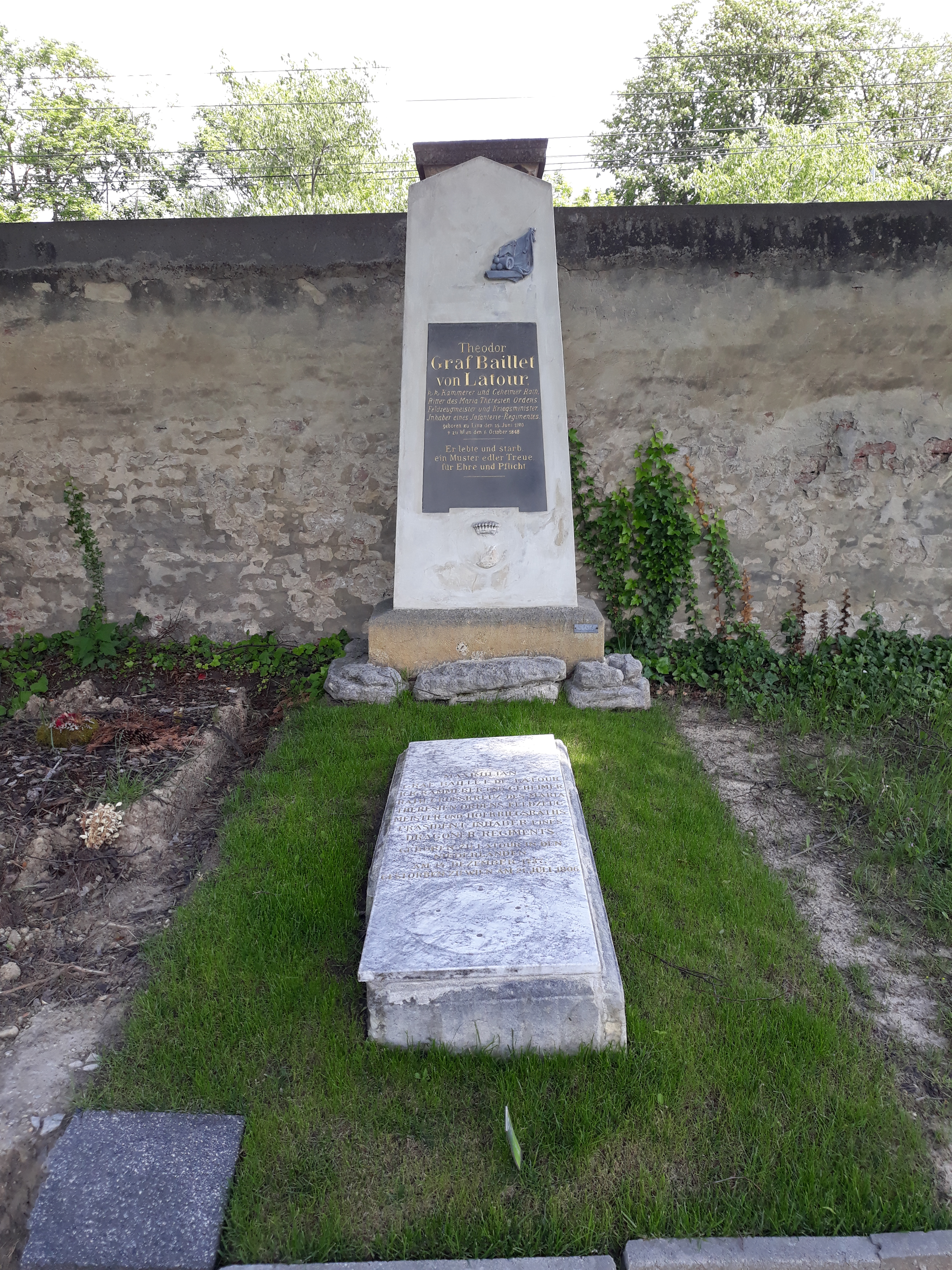
Das Grab von Maximilian Graf Baillet von Latour (vorderer liegender Grabstein) auf dem Zentralfriedhof Wien; von dem ursprünglichen Grab auf dem Friedhof Währing umgebettet

## Familie
Er entstammt einer altadeligen Familie aus Burgund, von welcher sich die ältere Linie unter Philipp dem Guten, Herzog von Burgund, in den österreichischen Niederlanden niederließ. Der alte Adel wurde von König Karl II. von Spanien am 1. September 1674 bestätigt. Am 10. März 1719 wurde das Geschlecht in den Grafenstand und das Majorat La Tour im Luxemburgischen zur Grafschaft erhoben.
Maximilian war der Sohn von Jean Baptist Comte de Baillet et de la Tour (1711–1778). Dieser war Mitglied des Staatsrates des Herzogtum Luxemburg. Seine Mutter Maria (* 1713), war eine Tochter des lothringischen Obersten Charles Gabriel Comte de Rozières. Sein jüngerer Bruder Ludwig Wilhelm Anton Baillet de La Tour-Merlemont (1753–1836) wurde wie er Feldzeugmeister der kaiserlichen Armee. Maximilian selbst heiratete 1772 Charlotte de Guerin († 1806), eine Tochter des Michel Remy Charles Comte de la Marche. Aus der Ehe ging der Sohn Theodor hervor.

## Leben
Im Jahr 1755 trat er als Fähnrich in das Infanterieregiment Salm-Salm ein. Er nahm am Siebenjährigen Krieg teil. Bei der Schlacht bei Kolin 1757 zeichnete er sich aus und wurde zum Hauptmann befördert. Es folgte 1767 die Beförderung zum Major und 1769 zum Oberstleutnant. Im Jahr 1772 wurde er Oberst und Regimentsinhaber, 1783  zum Generalwachtmeister befördert. Er war zeitweise Kommandant von Wieliczka an der polnischen Grenze.
Im Jahr 1787 wurde er in die österreichischen Niederlande versetzt. Dort wurde er auch 1788 zum Luxemburger Landmarschall ernannt. Er trug maßgeblich dazu bei, dass während der Brabanter Revolution von 1789 das Herzogtum Luxemburg weiterhin auf Seiten der Habsburger stand. 1790 wurde er zum Feldmarschallleutnant befördert und Inhaber des Chevaux-Legers-Regiments Nr. 4 (Dragonerregiment Nr. 2). Beim Kampf gegen die Aufständischen in den österreichischen Niederlanden nahm er an verschiedenen Gefechten teil und nahm unter anderen Namur, Mons, Bourges und Ostende ein. Zum Dank wurde er mit dem Ritterkreuz des Militär-Maria-Theresien-Ordens ausgezeichnet sowie zum Kommandeur in Flandern ernannt.
Seit 1792 nahm er am ersten Koalitionskrieg teil. Er kämpfte in den Niederlanden, am Rhein und in Süddeutschland. Er war dabei einer der wichtigsten Offiziere der jeweiligen Oberkommandierenden sei es Albert Kasimir von Sachsen-Teschen oder Erzherzog Karl. Er kämpfte unter anderem 1793 in der Schlacht bei Neerwinden und 1794 bei Fleurus. Es kommandierte 1795 die Main- und Neckararmee und später die am Oberrhein gesammelte Armee. Er trieb die Franzosen in mehreren Gefechten zurück, nahm Mannheim ein und siegte bei Frankenthal. Im selben Jahr erhielt er das Großkreuz des Maria-Theresia-Ordens. Unter Erzherzog Karl führte er die durch Abordnung erheblicher Kontingente geschwächte ehemalige Armee von Dagobert Wurmser. Die Franzosen zwangen ihn, über den Neckar zu gehen.
Im März 1796 zum Feldzeugmeister (General der Kavallerie) befördert, führte er sodann bis zum Friedensschluss die Rheinarmee.
Von Latour befehligte unter Erzherzog Karl bei Malsch (9. Juli) und in der Schlacht bei Neresheim (11. August) den Linken Flügel, der erfolgreich gegen den Brenz-Abschnitt wirkte. Sein Korps ging zur Täuschung der Franzosen über das rechte Donau-Ufer zurück und wurde am 24. August bei Friedberg geschlagen und an den Lech abgedrängt. Er wurde am 2. Oktober durch die stärkeren Franzosen bei Biberach geschlagen zwang dann aber zusammen mit Erzherzog Karl die Franzosen unter Moreau in der Schlacht bei Schliengen zum Rückzug über den Rhein. Während des Winters belagerte er bis zur Kapitulation der Stadt sieben Wochen lang Kehl.
Im folgenden Jahr 1797 war er österreichischer Bevollmächtigter auf dem Rastatter Kongress und unterzeichnete die Vereinbarung, mit der die Abtretung Venedigs an Österreich und die Räumung der linksrheinischen Gebiete durch die kaiserlichen Truppen im Sinn des Friedens von Campo Formio geregelt wurde. Ein Jahr später war er kommandierender General in Österreichisch-Schlesien und in Mähren. Gleichzeitig wurde er zum geheimen kaiserlichen Rat ernannt. Im Jahr 1805 wurde er Hofkriegsratspräsident.
Der Graf war 1801 für seine Verdienste mit dem Großkreuz des Militär-Maria-Theresien-Ordens ausgezeichnet worden.

## Wappen

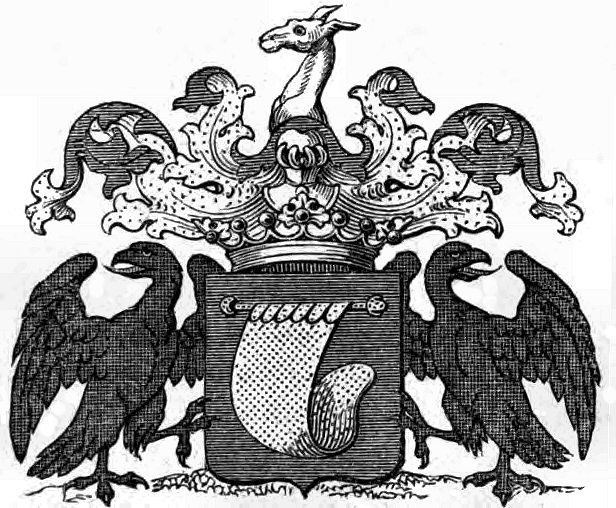
Wappen der Grafen Baillet de Latour 1715

1719: Im blauen Schilde ein goldenes schwellendes Segel, welches an einem querliegenden goldenen Stabe herabhängt. Auf der Grafenkrone erhebt sich ein Helm, aus welchem der rechtssehende Kopf eines Tieres mit dem Halse emporwächst. Die Helmdecken sind blau und golden, und den Schild halten zwei auswärtssehende schwarze Adler. So ergeben ältere Lackdrücke, welche mit Fahnen und zahlreichen Armaturen umgeben sind das Wappen, und so findet sich auch dasselbe, doch ohne Helmschmuck, im Wappenbuche der österreichischen Monarchie (Band IV, 48, Band XVIII des genannten Werkes gibt in Tab. 3 den Schild der Länge nach geteilt an). Rechts stehen in Silber drei (2 und 1) schwarze Mohnköpfe an langen, mit zwei grünen Blättern versehenen Stielen, links in Blau hängt von drei goldenen Ringen an goldenem Stabe ein goldenes schwellendes Segel herab. Den Schild deckt eine 7-perlige Marquisenkrone. — Das Genealogische Taschenbuch der gräflichen Häuser nimmt in Blau ein goldenes, schwellendes Segel an, welches an fünf goldenen Ringen von einem dergleichen querliegenden Stabe herabhängt.